# Lalitavistara Sutra
Il Lalitavistara Sutra (sanscrito: Il Sutra dettagliato dell'attività giocosa) è un sutra della tradizione Mahayana che descrive la vita di Gautama Buddha. Il titolo etichetta l'esistenza mortale di Śakyamuni come lila, "gioco, passatempo", ad indicare  l'ultima incarnazione del Buddha come una sorta di diletto, performance realizzata a beneficio del "pubblico" dei fedeli.
Si tratta di una raccolta di testi di vari autori e include alcuni insegnamenti della scuola Sarvāstivāda.
Secondo lo studioso P. L. Vaidya la redazione definitiva risale al III secolo d.C.